# Gustav Lundbäck
Gustav Lundbäck (ur. 27 marca 1993) – szwedzki narciarz alpejski, reprezentant klubu Luleå AK, brązowy medalista mistrzostw świata.

## Kariera
Po raz pierwszy na arenie międzynarodowej Gustav Lundbäck pojawił się 22 listopada 2008 roku w Kirunie, gdzie w zawodach FIS Race w slalomie zajął 17. miejsce. W 2012 roku wystartował na mistrzostwach świata juniorów w Roccaraso, gdzie jego najlepszym wynikiem było 42. miejsce w supergigancie. Podczas rozgrywanych dwa lata później mistrzostw świata juniorów w Jasnej wystąpił w gigancie w slalomie, ale żadnej konkurencji nie ukończył. W zawodach Pucharu Świata zadebiutował 13 listopada 2016 roku w Levi, gdzie nie zakwalifikował się do pierwszego przejazdu slalomu. W 2017 roku wspólnie z kolegami i koleżankami z reprezentacji zdobył brązowy medal w drużynie podczas mistrzostw świata w Sankt Moritz. Był to jego jedyny start na tej imprezie.

## Osiągnięcia

### Mistrzostwa świata
| Miejsce | Dzień     | Rok  | Miejscowość  | Konkurencja | Czas biegu  | Strata  | Zwyciężczyni    |
| ------- | --------- | ---- | ------------ | ----------- | ----------- | ------- | --------------- |
| 3.      | 14 lutego | 2017 | Sankt Moritz | Drużynowo   | -           | -       | Francja         |
| 37.     | 19 lutego | 2017 | Sankt Moritz | Slalom      | 1:34,75 min | +7,90 s | Marcel Hirscher |

### Mistrzostwa świata juniorów
| Miejsce | Dzień   | Rok  | Miejscowość | Konkurencja | Czas biegu  | Strata  | Zwyciężczyni         |
| ------- | ------- | ---- | ----------- | ----------- | ----------- | ------- | -------------------- |
| 42.     | 3 marca | 2012 | Roccaraso   | Supergigant | 1:02,73 min | +3,79 s | Ralph Weber          |
| 45.     | 7 marca | 2012 | Roccaraso   | Gigant      | 2:39,50 min | +9,05 s | Henrik Kristoffersen |
| DNF1    | 9 marca | 2012 | Roccaraso   | Slalom      | 1:38.44 min | -       | Santeri Paloniemi    |
| DNS2    | 4 marca | 2014 | Jasná       | Gigant      | 2:03,14 min | -       | Henrik Kristoffersen |
| DNF1    | 5 marca | 2014 | Jasná       | Slalom      | 1:37,21 min | -       | Henrik Kristoffersen |

### Puchar Świata

#### Miejsca w klasyfikacji generalnej
- sezon 2016/2017:

#### Miejsca na podium w zawodach
Lundbäck nigdy nie stanął na podium zawodów PŚ.